# Antonio Creus
Pour les articles homonymes, voir Creus.
Antonio Creus Rubín de Celis, né le 28 octobre 1924 à Madrid et mort le 19 février 1996 dans sa ville natale, est un ancien pilote motocycliste et automobile espagnol. Il a notamment disputé le Grand Prix d'Argentine au volant d'une Maserati 250F privée, course qu'il ne mena pas à son terme. Ce fut sa seule apparition en championnat du monde de Formule 1.